# Uno Enderstein

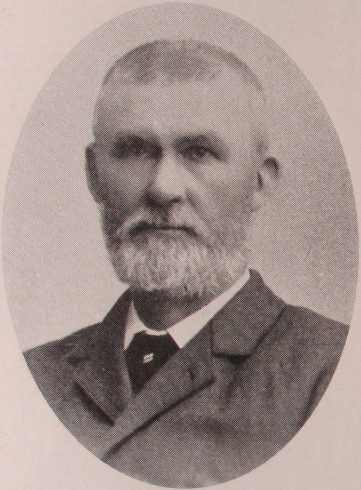
Uno Enderstein.

Hans Petter Uno Enderstein, född 14 november 1847 i Fleringe församling på Gotland, död 27 augusti 1908 i Söderhamn, var en svensk stadsfiskal.
Efter landstatstjänst blev Enderstein stadsfiskal i Söderhamn 1875 samt rådman och kronokassör 1895. Han var huvudman i Söderhamns stads Sparbank 1894–1908 och direktör där 1904–1908. Han var även ordförande i fattigvårdsstyrelsen i Söderhamn och genomdrev som sådan en rad förbättringar i synnerhet vad gäller fattigvårdens byggnader. Uno Enderstein är begravd på Söderhamns kyrkogård.